# Hary
Hary es una comuna francesa situada en el departamento de Aisne, de la región de Alta Francia.

## Geografía
Está ubicada a 6 km al sur de Vervins.

## Demografía
| 302 | 270 | 220 | 214 | 221 | 232 | 223 | 223 |
| Para los censos de 1962 a 1999 la población legal corresponde a la población sin duplicidades (Fuente: INSEE [Consultar]) |     |     |     |     |     |     |     |